# جيمس لانغ (لاعب كرة قدم)
جيمس لانغ (بالإنجليزية: James Lang)‏ هو لاعب كرة قدم بريطاني (وحمل سابقاً جنسية المملكة المتحدة لبريطانيا العظمى وأيرلندا) في مركز الهجوم، ولد في 12 مارس 1851. شارك مع منتخب اسكتلندا لكرة القدم. أما مع النوادي، فقد لعب مع شيفيلد وينزداي ونادي بيرنلي ونادي لانارك الثالث.

## وصلات خارجية
- جيمس لانغ على موقع الاتحاد الإسكتلندي (الإنجليزية)
- جيمس لانغ على موقع قاعدة بيانات كرة القدم.إي يو (الإنجليزية)
- جيمس لانغ على موقع ناشيونال فوتبول تيمز (الإنجليزية)